# Nobuyoshi Ino
Nobuyoshi Ino (Japans: 井野 信義, Ino Nobuyoshi) (Kiryu, 26 maart 1950) is een Japanse jazz-contrabassist. 
Ino begon zijn carrière in een rhythm & blues-band. Hij speelde onder meer met Hayashi Eiichi, Kazutoki Umezu en Aki Takase en nam op met bijvoorbeeld Hiroshi Fukumura. Ook heeft hij zelf verschillende albums gemaakt, de eerste in 1981 met begeleiding van onder meer Kazumi Watanabe. In 2001 nam hij met de bassisten Barre Phillips en Tetsu Saitoh een trioplaat op en in 2011 verscheen een duoplaat met Saitoh. Hij speelde in de groep Elvin Jones V en Berlin Contemporary Jazz Orchestra en in het trio The Trio (met Ichiko Hashimoto en Atsuo Fujimoto). Hij is lid van een groep van Masayuki Takayanagi en van Ub-X.

## Discografie (selectie)
- Mountain (met Dave Liebman, Watanabe en Hideo Yamaki), Better Days, 1981
- Duet (met Lester Bowie), Paddle Wheel, 1985
- Reason For Being (met Takayanagi), Jinya Disc, 1992
- October Bass Tr-Logue (met Phillips en Saitoh), PJL, 2001
- Gut Bass Duo (met Saitoh), Sonaish, 2011

- Bibliothèque nationale de France: cb14189137b (data)
- Gemeinsame Normdatei: 134604733
- International Standard Name Identifier: 0000 0001 1438 3530
- Library of Congress Control Number: no2010172011
- MusicBrainz: 1a5004a4-aa5d-48b3-a186-6acb1912d506
- Virtual International Authority File: 14983311
- WorldCat: E39PBJxcXfHwjQJgGX7YqVdG73